# Desjarre
Desjarre es una operación que aconsejaban los antiguos veterinarios para curar el ancado y emballestado, enfermedades de las caballerías.
Consistía en el corte de los tendones tensores de la extremidad para corregir estas enfermedades. Los veterinarios modernos denominan a esta operación tenotomía y con ella se logra que los animales que no podían prestar ningún servicio vuelvan a ser útiles a sus dueños siempre que se practique por un buen profesional y se sepa favorecer la cicatrización del tendón cortado. 